# Stinoptila
Stinoptila là một chi bướm đêm thuộc họ Geometridae.